# Тюк!
'"Тюк! " — советский кукольный мультипликационный фильм 1990 года режиссёра Юлиана Калишера
по мотивам рассказа Михаила Зощенко «Калоши и мороженое» (второй из восьми рассказов для детей цикла «Лёля и Минька», написанных в 1939 году) и произведений Даниила Хармса: пьес «Тюк!» (написанной в 1933 году) и «Елизавета Бам» (написанной в 1927 году), а также очерков из сборника «О явлениях и существованиях» (составленного в 1929-1939 годах).
Своеобразное продолжение мультфильма «Золотые слова». О том, что видели во время прогулки Минька и Леля, пытавшиеся продать тряпичнику калоши, принадлежащие гостям их родителей.

## Создатели
- Автор сценария — Олег Егоров
- Режиссёр — Юлиан Калишер
- Художники-постановщики: Людмила Танасенко, Елена Зеленина
- Оператор — Леонард Кольвинковский
- Композитор — Владимир Назаров
- Звукооператор — Олег Соломонов
- Роли озвучивали:

Людмила Гнилова — Минька / Лёля
Светлана Травкина — мальчик с клюквой / мама Лёли и Миньки
Роман Ткачук — 1-й гражданин с портфелем/1-й парашютист / Ольга Петровна / папа Лёли и Миньки
Пётр Щербаков — тряпичник/Евдоким Осипович/2-й парашютист/2-й гражданин с портфелем
- Художники-аниматоры: Фазиль Гасанов, Ольга Дегтярёва, Владимир Кадухин
- Художник-живописец — Е. Лопатникова
- Монтажёр — С. Симухина
- Редактор — Т. Бородина
- Директор — З. Сараева